# Ay-sur-Moselle
Ay-sur-Moselle är en kommun i departementet Moselle i regionen Grand Est (tidigare regionen Lorraine) i nordöstra Frankrike. Kommunen ligger i kantonen Vigy som tillhör arrondissementet Metz-Campagne. År 2022 hade Ay-sur-Moselle 1 614 invånare.

## Befolkningsutveckling
Antalet invånare i kommunen Ay-sur-Moselle
| Referens: INSEE |